# Boule de bois

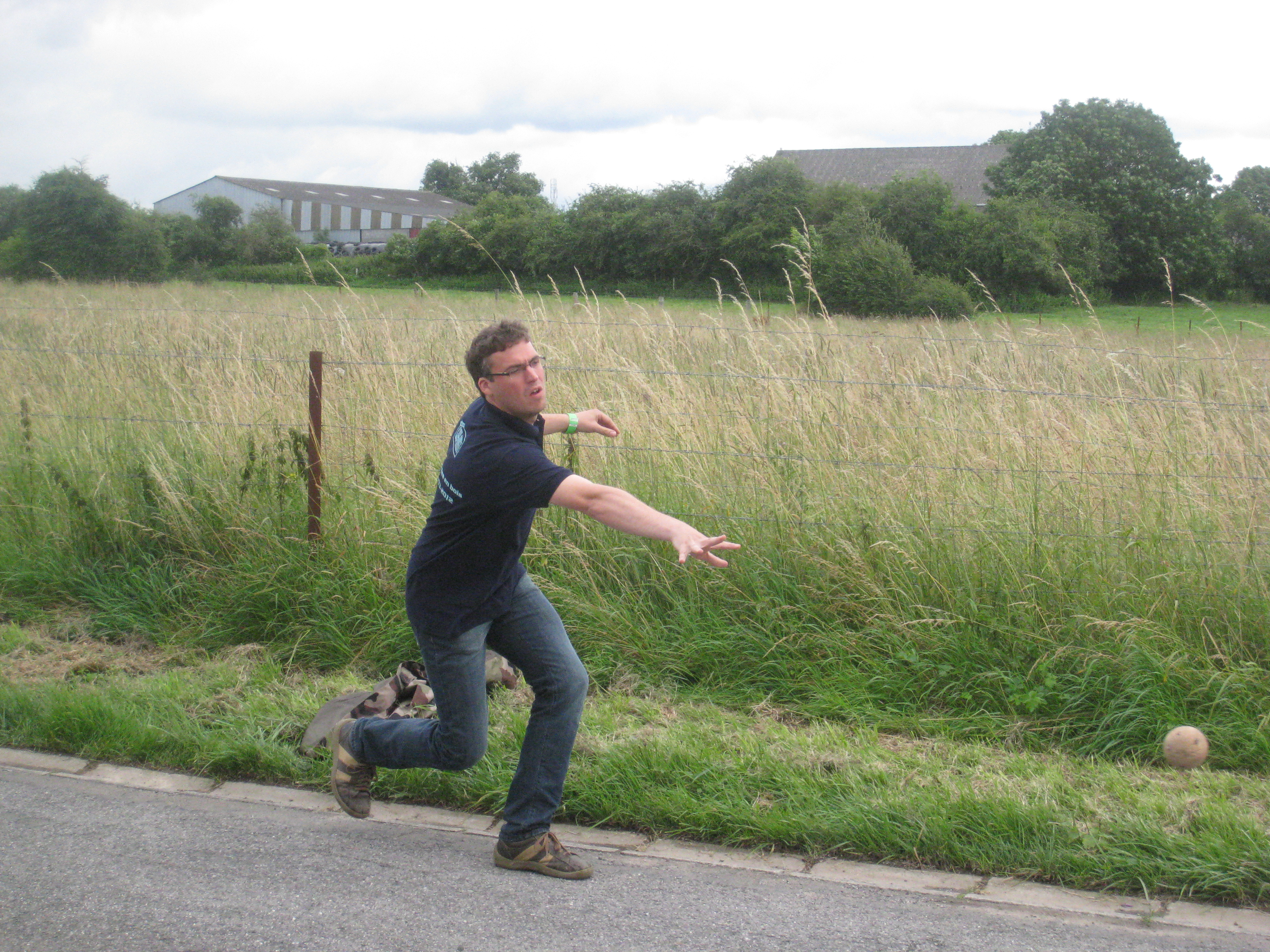
Joueur de boule de bois

La boule de bois, ou boule en bois, est un jeu semblable à la pétanque pratiqué principalement en Belgique dans les régions de Chimay, Momignies, Rance et Couvin, 4 petites villes du Sud-Hainaut et du Sud-namurois.
Elle est aussi pratiquée dans l'ouest de la France (principalement dans les Deux-Sèvres et le sud de la Vendée).
La fédération sportive est l'Union des associations de la boule en bois (UABB), présidée par M. Guilot Sébastien.
La boule en bois se joue par équipe de deux ("doublette") ou quatre ("quadrette"). Les boules doivent faire entre 10 et 12 centimètres de diamètre, et pèsent entre 700 grammes et un kilogramme.